# Medník (Středočeská pahorkatina)
Medník je význačný kopec u vesnice Pikovice na území obce Hradištko v Posázaví. Dosahuje výšky 416,5 m n. m. a ční nad údolím Sázavy. V okolí Medníku je zvlášť velká koncentrace trampů a trampských osad.
Jeho svahy jsou porostlé listnatými lesy. Medník je pravděpodobně jedinou lokalitou v ČR,[zdroj?] kde roste ohrožená rostlina kandík psí zub (Erythronium dens-canis). Medník je chráněn jako národní přírodní památka.

## Zajímavosti

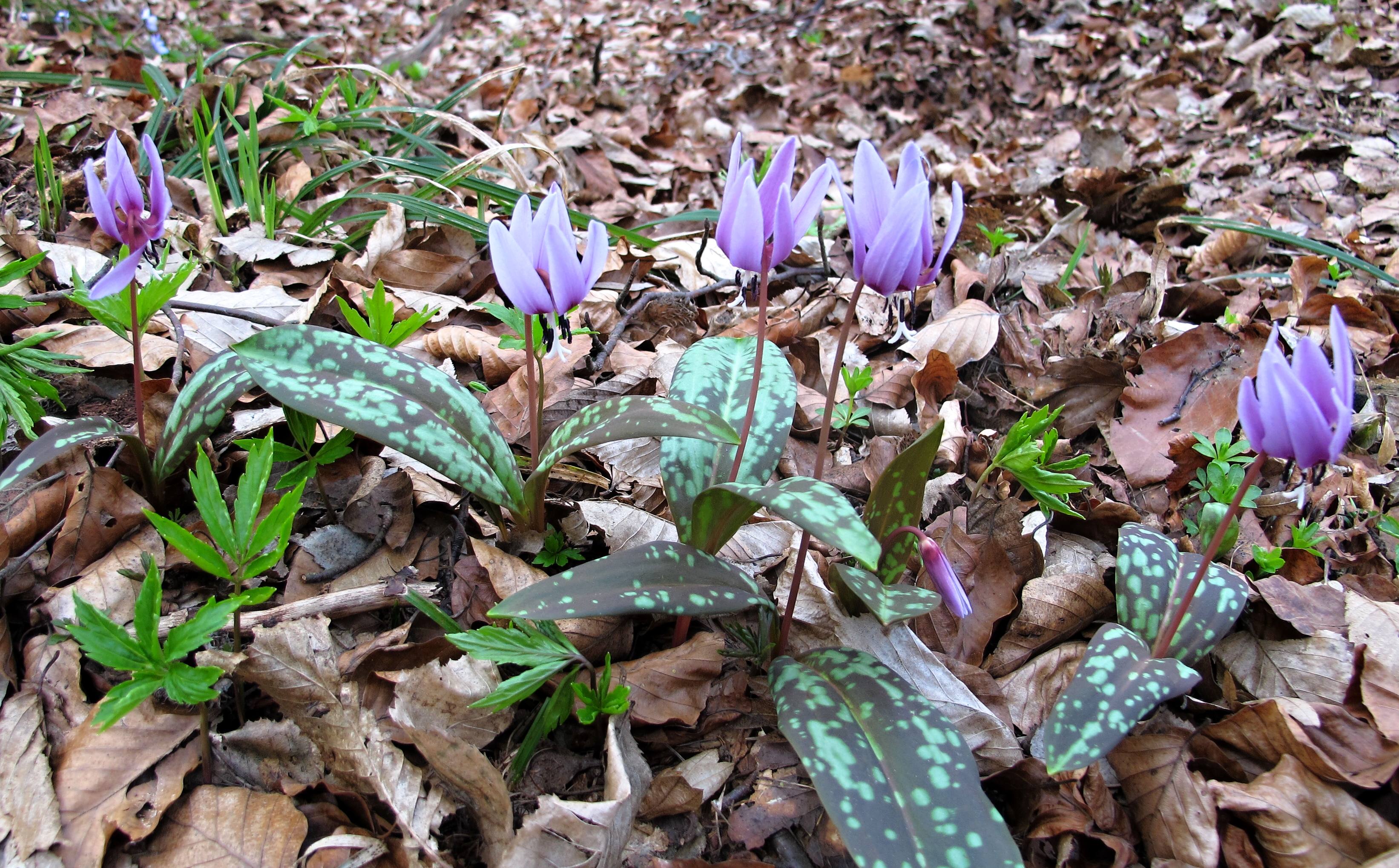
Kandík psí zub na Medníku

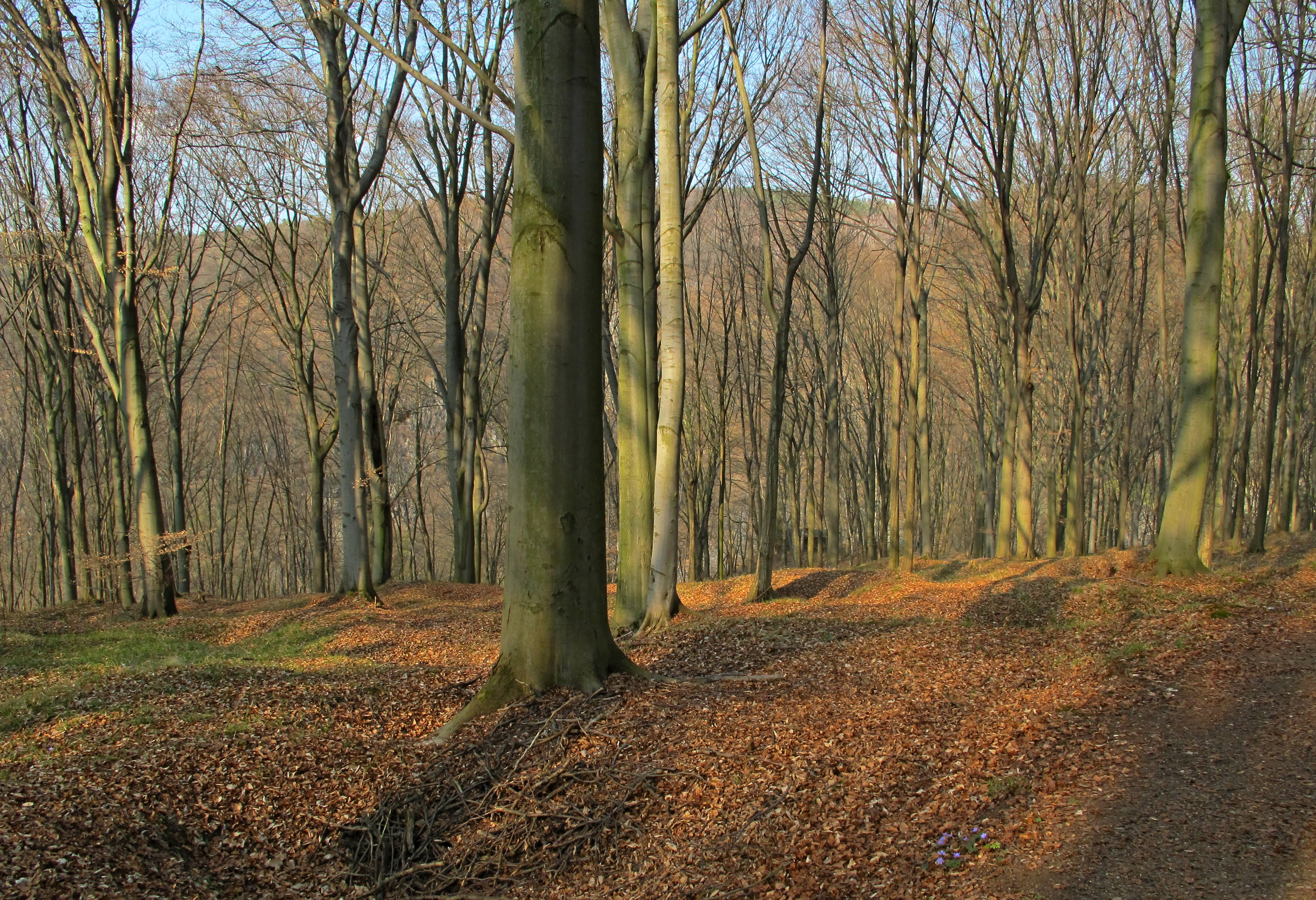
Svahy Medníku, ve kterých se nachází stejnojmenná národní přírodní památka s výskytem kandíku psího zubu.

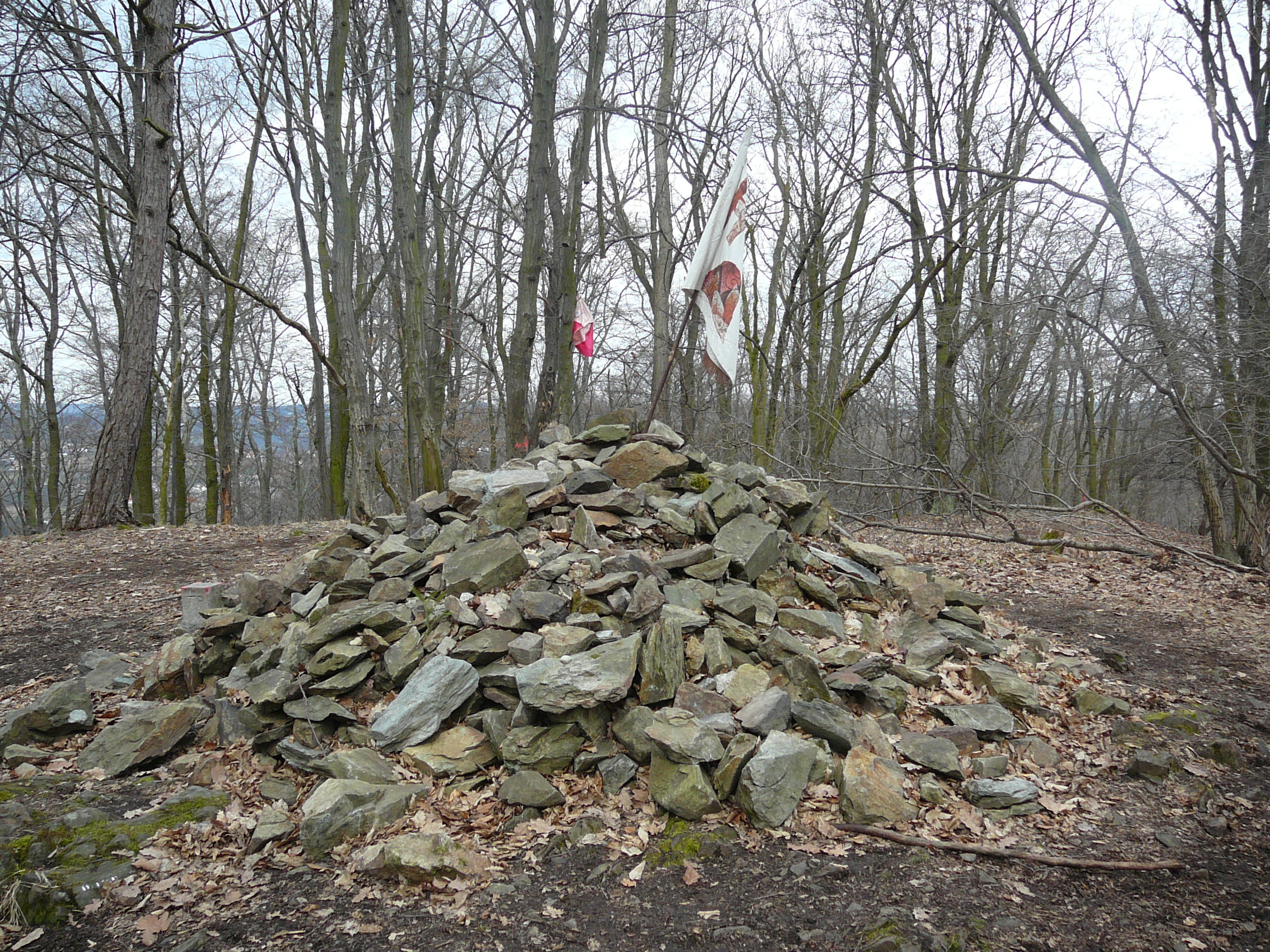
Na vrcholu Medníku ve výšce 417 m n. m. se nachází navršená kamenná mohyla

O Medníku se zmiňuje Jan Werich v písni Babička Mary, patrně proto, že Jiří Voskovec měl nedaleko od Pikovic rekreační chatu. Je také častým námětem písní Honzy a Františka Nedvědů.[zdroj?]